# 위험사회
위험사회(危險社會, risk society)는 독일 사회학자 울리히 벡이 1986년 자신의 저서인 <위험사회>에서 사용한 개념이다. 울리히 벡은 기존 위험과 위험 사회를 가리켜 자연적 재난과는 다르게 성공적인 근대화의 과정에서 초래된 정치적, 경제적, 사회적, 기술적 변화의 산물을 의미하며, 즉 과학기술은 문제의 원인이자 해결책으로써 작동한다고 보았으며, 위험의 지구화 경향과 보편성을 띤다고 보았다. 이처럼 급속한 과학기술의 혁신에 기인하여 20세기 말에 형성되기 시작한 위험사회를 울리히 벡은 과학기술의 발달로 좋은 것뿐만 아니라 나쁜 것도 획득할 수 밖에 없게 된다는 사실을 반증해준다고 주장했다. 